# En avant la musique (film, 1907)
Pour plus de détails, voir Fiche technique et Distribution.
En avant la musique est un film muet français réalisé par Segundo de Chomón, sorti en 1907. Julienne Mathieu en est l'interprète principale.

## Synopsis
Une cheffe d'orchestre fait apparaître par magie huit musiciens sous forme de personnages miniatures perchés sur sa baguette. Ils saluent, disparaissent et réapparaissent sur scène derrière une partition géante. 
La fanfare défile, puis les musiciens apparaissent, minuscules, au cœur des notes de la partition. Pendant un court instant, on voit apparaître le visage réjoui de chacun des musiciens.  
De retour sur scène, la fanfare est divisée en deux par la cheffe d'orchestre et les quatre personnages masculins sont alignés devant un mur surplombé d'une portée géante. La cheffe se saisit de la tête de chacun d'eux, la détache et l'envoie s'accrocher sur la portée.  
La fanfare réapparaît sur scène, se range derrière la partition, et disparaît.  

## Fiche technique
- Titre : En avant la musique
- Titre anglais: Music Forward!
- Réalisateur : Segundo de Chomón
- Scénario : Segundo de Chomón
- Société de production : Pathé Frères
- Pays d'origine :  France
- Langue : film muet avec les intertitres en français
- Métrage : 75 mètres
- Format : Noir et blanc et couleur par coloriage en post-production[1] — 35 mm — 1,33:1 — Muet
- Genre : Comédie, film fantastique, film à trucs
- Durée : 3 minutes
- Dates de sortie : 
  - France : 1907
  - États-Unis : 14 décembre 1907

## Distribution
- Julienne Mathieu : la cheffe d'orchestre
- Huit musiciens

## À noter
- L'actrice Julienne Mathieu est mise en scène comme la maitresse de cérémonie, contrairement aux artistes de son temps, Méliès et Blackton par exemple, pourtant confrontés à la même diégèse[2]. Dans En avant la musique (1907), film qui parodie Le mélomane de Méliès (1903) par exemple, elle est une femme cheffe d'orchestre qui subtilise la tête de ses musiciens mâles pour les afficher sur une portée musicale géante[3].
- Le film a été numérisé et restauré en 2011 par le Musée national du cinéma de Turin. Les couleurs apportées en post-production sont éclatantes.